# Regeringsformatie België april 1981
Na de val van de regering-Martens IV op 31 maart 1981 ging de formatie van een nieuwe federale regering van start. De formatie duurde vijf dagen en leidde tot de vorming van de regering-M. Eyskens.

## Verloop van de formatie

### Aanloop naar de formatie
Op 29 maart 1981 legde premier Wilfried Martens op de ministerraad een Noodplan voor om de slechte economische toestand van België tegen te gaan. Hierin werd onder andere voorgesteld om voor de rest van het jaar geen indexeringen door te voeren. De socialisten wilden daar evenwel niet van weten en schoten het Noodplan op 31 maart af. Daarop ging Martens aan koning Boudewijn het ontslag van de regering aanbieden, die nog maar sinds oktober 1980 in functie was.
Dezelfde dag nog ontbood Boudewijn de voorzitters van regeringspartijen CVP, PSC, SP en PS en oppositiepartijen PVV, PRL, Volksunie, FDF, RW en KPB en vertegenwoordigers van vakbonden en werkgevers. Hij riep hen op om de politieke crisis niet te lang te laten duren, gezien de ernstige toestand van de economie dat niet toeliet. Op 1 en 2 april 1981 ontving de koning de partijvoorzitters afzonderlijk.
Ondertussen stelde PSC-voorzitter Paul Vanden Boeynants voor om een tijdelijke noodregering van christendemocraten en socialisten te vormen, die na de zomer nieuwe verkiezingen zou uitschrijven. Hij voerde daartoe drukke onderhandelingen en de verwachting was dat hij formateur zou worden, maar zijn plannen stootten op een veto van de CVP.

### Formateur Mark Eyskens (2 april - 6 april 1981)

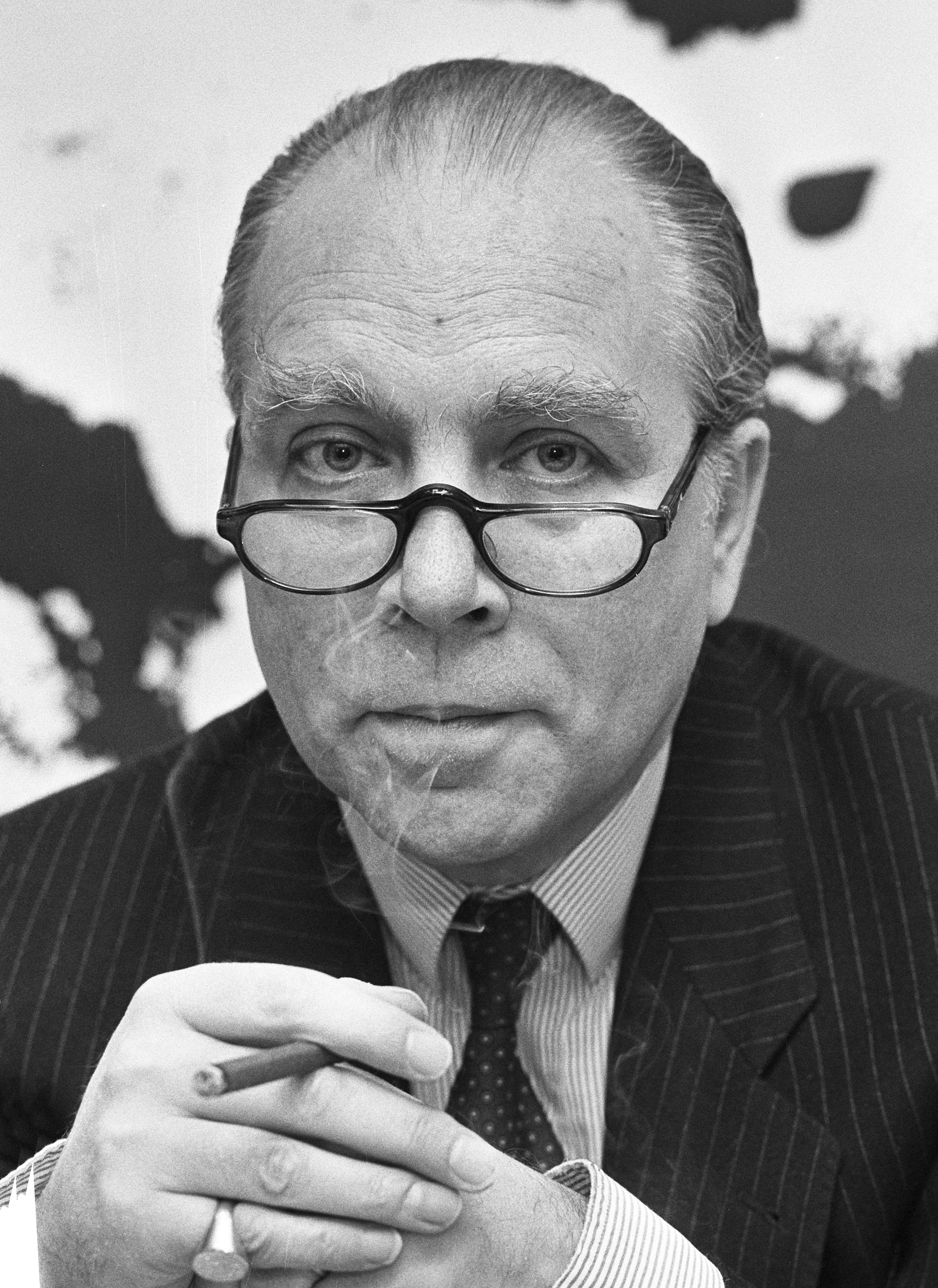
Mark Eyskens.

Op 2 april aanvaardde koning Boudewijn het ontslag van de regering-Martens IV, waarna hij ontslagnemend minister van Financiën Mark Eyskens (CVP) aanstelde tot formateur. Eyskens wilde op basis van een beperkt programma binnen de kortst mogelijke tijd een regering op de been te brengen, waarbij geen enkele regeringsformule werd uitgesloten.
In het weekend van 4 en 5 april 1981 werkte Eyskens een regeerprogramma uit, waarbij hij discrete gesprekken voerde met partijvoorzitters, vakbonden en werkgeversorganisaties. Op 6 april maakte de formateur zijn voorstellen over aan de partijbureaus van CVP, PSC, SP en PS. Het regeerakkoord van Martens IV en het Noodplan werden door de nieuwe regering overgenomen, terwijl de indexering uit dit Noodplan werd gehaald en zou worden afgestemd op de indexering in de andere landen van de Europese Gemeenschap. De voorzitters van de vier partijen, Leo Tindemans (CVP), Paul Vanden Boeynants (PSC), Guy Spitaels (PS) en Karel Van Miert (SP), gingen akkoord en riepen daarop hun partijbureaus bijeen. Nadat die ook hun instemming hadden gegeven, legde dezelfde dag nog de regering-M. Eyskens de eed af, die dezelfde partijen bevatte als Martens IV. Ook de samenstelling van de regering was vrijwel hetzelfde, op twee wijzigingen na: Mark Eyskens volgde Wilfried Martens op als premier,  terwijl voormalig gouverneur van de Nationale Bank Robert Vandeputte Eyskens verving als minister van Financiën.
Op 7 april las Eyskens in het parlement zijn regeerverklaring voor. Een dag later gaf de Kamer haar vertrouwen aan de regering, op 9 april gevolgd door de Senaat.
De regering-M. Eyskens bleef uiteindelijk vijf maanden in functie en viel op 21 september 1981 door een conflict over de financiering van de Waalse staalindustrie. Vervolgens werden nieuwe verkiezingen uitgeschreven, die op 8 november 1981 plaatsvonden.
1919 · 1920 · 1921 · 1923 · 1924 · 1925 · 1926 · 1927 · 1929 · 1931 · mei 1932 · okt. 1932 · dec. 1932 · jun. 1934 · nov. 1934 · 1935 · 1936 · 1937 · 1938 ·  feb. 1939 · apr. 1939 · 1940 · 1944 · 1945 · feb-mrt 1946 · jul-aug 1946 · 1947 · 1948 · 1949 · jun 1950 · aug 1950 · 1952 · 1954 · jun. 1958 · nov. 1958 · 1961 · 1965 · 1966 · 1968 · 1971/72  · 1972/73 · 1974 · 1977 · 1978 · 1978/79 · apr.-mei 1980 · okt. 1980 · apr. 1981 · nov.-dec. 1981 · 1985 · oktober 1987 · 1987/88 · 1991/92 · 1995 · 1999 · 2003 · 2007 · 2008 · 2010/11 · 2014 · 2019/20 · 2024/25